# Rue Guttin
Rue Guttin är en gata i Quartier des Épinettes i Paris sjuttonde arrondissement. Gatan är uppkallad efter den markägare, på vars mark gatan anlades. Rue Guttin börjar vid Rue Fragonard 5 och slutar vid Boulevard Bessières 113.

## Omgivningar
- Sainte-Marie des Batignolles
- Impasse du Pèlerin
- Impasse de La Jonquière
- Rue Bessières

## Bilder
| - Gatuskylt. - Sainte-Marie des Batignolles. |

## Kommunikationer
- Tunnelbana – linjerna   – Porte de Clichy
- Busshållplats Boulay – Paris bussnät

### Webbkällor
- ”Rue Guttin”. Mairie de Paris. https://web.archive.org/web/20150910045603/http://www.v2asp.paris.fr/commun/v2asp/v2/nomenclature_voies/Voieactu/4385.nom.htm. Läst 11 januari 2024.
- ”Rue Guttin (17ème arrondissement)”. Les rues de Paris. https://web.archive.org/web/20160409101251/http://www.parisrues.com/rues17/paris-17-rue-guttin.html. Läst 11 januari 2024.